# Tutoatasi Fakafanua
Tutoatasi Fakafanua (Siumafua'uta, 20 gennaio 1962 – Nukuʻalofa, 24 febbraio 2006) è stato un politico tongano.

## Biografia

### Studi e carriera
Tutoatasi nacque nel 1962, figlio di Kinikinilau Leleaʻafafine Fakafanua (1934-2004) e di Kalolaine Taukapa Lataʻifalefehi Ahomeʻe (1933-2007), sorella della regina Halaevalu.
Nel 1983 conseguì un bachelor of Commerce all'Università di Auckland e nel 1987 un bachelor of Laws all'Università di Otago. Da allora lavorò come assistente legale della Clive Edwards & Company ad Auckland, fino al 1989. Nel 1991 ottenne un master of Laws e lavorò come consulente per il Crown Law Department.
Da allora fu il governatore di Haʻapai fino al 2002 e, fino al 1995, ministro del Lavoro, del Commercio, delle Industrie e del Turismo. Dallo stesso anno lavorò come ministro delle Finanze fino al 1998, quando divenne il ministro delle Terre, e nel 2001 detenne anche il dicastero sull'Istruzione.

### Matrimonio e altre attività
Nel 1984 sposò la principessa Sinaitakala ʻOfeina ʻe he Langi Tukuʻaho (1953), figlia di Fatafehi Tuʻipelehake, nella cappella reale di Nukuʻalofa.
Fece parte del consiglio di amministrazione della Tonga Development Bank e fu un predicatore laico della Chiesa libera wesleyana. Frequentò nel 2000 il Lutheran Evangelical Faith Seminary di Tacoma e dal 2001 al 2006 fu property manager nel consiglio cittadino di Manukau.
Morì improvvisamente nel 2006, all'età di 43 anni, e fu tumulato nel cimitero a Vakataumai.

## Cariche
- Presidente della Tonga Rugby League.[4]

## Discendenza
Tutoatasi Fakafanua e Sinaitakala ʻOfeina ʻe he Langi Tukuʻaho ebbero due figli e una figlia:
- Fatafehi (1985), ha sposato Krystal Fane Kite;
- Sinaitakala (1987), con il marito Tupoutoʻa ʻUlukalala (1985) ha quattro figli;
- Fakaola.

## Titoli e trattamento
- 20 gennaio 1962 - 3 giugno 2004: Onorevole Tutoatasi Fakafanua
- 3 giugno 2004 - 24 febbraio 2006: Onorevole Lord Fakafanua

## Ascendenza
|                                          |                                   |                                   | Genitori                    |  |  | Nonni |  |  | Bisnonni                 |  |  | Trisnonni                |  |
|                                          |                                   |                                   |                             |  |  |       |  |  | Timote Fangupo Fakafanua |  |  | Siaki ʻApolosi Fakafanua |  |
|                                          |                                   |                                   |                             |  |  |       |  |  | Timote Fangupo Fakafanua |  |  | Siaki ʻApolosi Fakafanua |  |
|                                          |                                   | Telusila                          |                             |  |  |       |  |  | Timote Fangupo Fakafanua |  |  |                          |  |
| Kinikinilau Kisione Fakafanua            |                                   |                                   |                             |  |  |       |  |  | Timote Fangupo Fakafanua |  |  |                          |  |
|                                          |                                   | Veisinia Fainga'anuku             | Fainga'angku                |  |  |       |  |  |                          |  |  |                          |  |
|                                          |                                   | Veisinia Fainga'anuku             | Fainga'angku                |  |  |       |  |  |                          |  |  |                          |  |
|                                          |                                   | Veisinia Fainga'anuku             | Luseane Kama                |  |  |       |  |  |                          |  |  |                          |  |
| Kinikinilau Leleaʻafafine Fakafanua      |                                   | Veisinia Fainga'anuku             |                             |  |  |       |  |  |                          |  |  |                          |  |
|                                          |                                   | Vahaʻi Vilisoni Fahitaha Namoa    | Finau Fatafehi              |  |  |       |  |  |                          |  |  |                          |  |
|                                          |                                   | Vahaʻi Vilisoni Fahitaha Namoa    | Finau Fatafehi              |  |  |       |  |  |                          |  |  |                          |  |
|                                          |                                   | Vahaʻi Vilisoni Fahitaha Namoa    | Lupe Lasike                 |  |  |       |  |  |                          |  |  |                          |  |
| ʻAlakihihifo Namoa Vahaʻi                |                                   | Vahaʻi Vilisoni Fahitaha Namoa    |                             |  |  |       |  |  |                          |  |  |                          |  |
|                                          |                                   | Kalisi ʻUatesoni                  | Uatesoni Mafi               |  |  |       |  |  |                          |  |  |                          |  |
|                                          |                                   | Kalisi ʻUatesoni                  | Uatesoni Mafi               |  |  |       |  |  |                          |  |  |                          |  |
|                                          |                                   | Kalisi ʻUatesoni                  | Taufa                       |  |  |       |  |  |                          |  |  |                          |  |
| Tutoatasi Fakafanua                      |                                   | Kalisi ʻUatesoni                  |                             |  |  |       |  |  |                          |  |  |                          |  |
|                                          | Solomone Piutau ʻOtukolo ʻAhomeʻe | Tupou Tevita Ahomeʻe              |                             |  |  |       |  |  |                          |  |  |                          |  |
|                                          | Solomone Piutau ʻOtukolo ʻAhomeʻe | Tupou Tevita Ahomeʻe              |                             |  |  |       |  |  |                          |  |  |                          |  |
|                                          | Solomone Piutau ʻOtukolo ʻAhomeʻe | Lavinia Longoaʻameʻe              |                             |  |  |       |  |  |                          |  |  |                          |  |
| Tēvita Manuopangai ʻAhomeʻe              | Solomone Piutau ʻOtukolo ʻAhomeʻe |                                   |                             |  |  |       |  |  |                          |  |  |                          |  |
|                                          |                                   | Amelia Moʻungaʻaelangi Maealiuaki | Viliame Maealiuaki Mafileʻo |  |  |       |  |  |                          |  |  |                          |  |
|                                          |                                   | Amelia Moʻungaʻaelangi Maealiuaki | Viliame Maealiuaki Mafileʻo |  |  |       |  |  |                          |  |  |                          |  |
|                                          |                                   | Amelia Moʻungaʻaelangi Maealiuaki | Maʻata Peleki               |  |  |       |  |  |                          |  |  |                          |  |
| Kalolaine Taukapa Lataʻifalefehi Ahomeʻe |                                   | Amelia Moʻungaʻaelangi Maealiuaki |                             |  |  |       |  |  |                          |  |  |                          |  |
|                                          |                                   | Fotu ʻa Falefā Veikune            | Siosāteki Tonga Veikune     |  |  |       |  |  |                          |  |  |                          |  |
|                                          |                                   | Fotu ʻa Falefā Veikune            | Siosāteki Tonga Veikune     |  |  |       |  |  |                          |  |  |                          |  |
|                                          |                                   | Fotu ʻa Falefā Veikune            | ʻAkanesi Tuʻifua            |  |  |       |  |  |                          |  |  |                          |  |
| Heuʻifanga Veikune                       |                                   | Fotu ʻa Falefā Veikune            |                             |  |  |       |  |  |                          |  |  |                          |  |
|                                          |                                   | Vāhoi ʻAtaongo                    | Siale ʻAtaongo              |  |  |       |  |  |                          |  |  |                          |  |
|                                          |                                   | Vāhoi ʻAtaongo                    | Siale ʻAtaongo              |  |  |       |  |  |                          |  |  |                          |  |
|                                          |                                   | Vāhoi ʻAtaongo                    | Tupou Moheofo               |  |  |       |  |  |                          |  |  |                          |  |
|                                          |                                   | Vāhoi ʻAtaongo                    |                             |  |  |       |  |  |                          |  |  |                          |  |